# Румска
Румска је насеље у Србији у општини Шабац у Мачванском округу. Према попису из 2022. било је 547 становника.

## Галерија
- Зграда школе
- Зграда МЗ

## Демографија
У насељу Румска живи 745 пунолетних становника, а просечна старост становништва износи 42,7 година (41,3 код мушкараца и 44,3 код жена). У насељу има 294 домаћинства, а просечан број чланова по домаћинству је 3,10.
Ово насеље је великим делом насељено Србима (према попису из 2002. године).
|  |

| Демографија | Демографија | Демографија |
| Година      | Становника  | Становника  |
| ----------- | ----------- | ----------- |
| 1948.       | 1.450       |             |
| 1953.       | 1.498       |             |
| 1961.       | 1.411       |             |
| 1971.       | 1.341       |             |
| 1981.       | 1.208       |             |
| 1991.       | 1.015       | 988         |
| 2002.       | 911         | 981         |

| Етнички састав према попису из 2002.‍ | Етнички састав према попису из 2002.‍ | Етнички састав према попису из 2002.‍ | Етнички састав према попису из 2002.‍ | Етнички састав према попису из 2002.‍ |
| ------------------------------------ | ------------------------------------ | ------------------------------------ | ------------------------------------ | ------------------------------------ |
|                                      |                                      |                                      |                                      |                                      |
| Срби                                 | Срби                                 |                                      | 884                                  | 97,03%                               |
| Роми                                 | Роми                                 |                                      | 18                                   | 1,97%                                |
| непознато                            | непознато                            |                                      | 7                                    | 0,76%                                |

| Година пописа     | 1948. | 1953. | 1961. | 1971. | 1981. | 1991. | 2002. |
| ----------------- | ----- | ----- | ----- | ----- | ----- | ----- | ----- |
| Број домаћинстава | 251   | 275   | 282   | 295   | 286   | 278   | 294   |

| Број чланова      | 1  | 2  | 3  | 4  | 5  | 6  | 7 | 8 | 9 | 10 и више | Просек |
| ----------------- | -- | -- | -- | -- | -- | -- | - | - | - | --------- | ------ |
| Број домаћинстава | 63 | 74 | 51 | 43 | 27 | 23 | 7 | 3 | 1 | 2         | 3,10   |

| Пол    | Укупно | Неожењен/Неудата | Ожењен/Удата | Удовац/Удовица | Разведен/Разведена | Непознато |
| ------ | ------ | ---------------- | ------------ | -------------- | ------------------ | --------- |
| Мушки  | 402    | 121              | 238          | 27             | 16                 | 0         |
| Женски | 375    | 46               | 237          | 83             | 6                  | 3         |
| УКУПНО | 777    | 167              | 475          | 110            | 22                 | 3         |

| Пол    | Укупно                    | Пољопривреда, лов и шумарство | Рибарство                            | Вађење руде и камена | Прерађивачка индустрија       |
| ------ | ------------------------- | ----------------------------- | ------------------------------------ | -------------------- | ----------------------------- |
| Мушки  | 293                       | 270                           | 0                                    | 0                    | 7                             |
| Женски | 216                       | 210                           | 0                                    | 0                    | 1                             |
| УКУПНО | 509                       | 480                           | 0                                    | 0                    | 8                             |
| Пол    | Производња и снабдевање   | Грађевинарство                | Трговина                             | Хотели и ресторани   | Саобраћај, складиштење и везе |
| Мушки  | 0                         | 3                             | 4                                    | 1                    | 2                             |
| Женски | 0                         | 0                             | 1                                    | 0                    | 0                             |
| УКУПНО | 0                         | 3                             | 5                                    | 1                    | 2                             |
| Пол    | Финансијско посредовање   | Некретнине                    | Државна управа и одбрана             | Образовање           | Здравствени и социјални рад   |
| Мушки  | 1                         | 0                             | 1                                    | 2                    | 0                             |
| Женски | 0                         | 0                             | 0                                    | 2                    | 2                             |
| УКУПНО | 1                         | 0                             | 1                                    | 4                    | 2                             |
| Пол    | Остале услужне активности | Приватна домаћинства          | Екстериторијалне организације и тела | Непознато            | Непознато                     |
| Мушки  | 1                         | 0                             | 0                                    | 1                    | 1                             |
| Женски | 0                         | 0                             | 0                                    | 0                    | 0                             |
| УКУПНО | 1                         | 0                             | 0                                    | 1                    | 1                             |